# Polski Komitet Narodowy we Lwowie
Polski Komitet Narodowy we Lwowie − polska organizacja polityczna działająca we Lwowie w czasie  obrony Lwowa w listopadzie 1918 roku.
Powołany 3 listopada 1918 roku jako przedstawicielstwo społeczności polskiej we Lwowie w opanowanej przez Ukraińców części miasta, grupował głównie przedstawicieli partii narodowych i ludowych. Zaplecze polityczne dla PKN stanowiło Stronnictwo Demokratyczno-Narodowe i Stronnictwo Polityki Realnej. Siedzibą PKN był gmach Towarzystwa Kredytowego Ziemskiego przy ul. Kopernika. 
Działania PKN były ograniczone i praktycznie sprowadzały się do rokowań z przedstawicielami Ukraińców. Kilkakrotnie uzgadniano zawieszenia broni w celu zaopatrzenia ludności cywilnej w żywność, pozbierania rannych i pogrzebania zabitych. Z powodu toczących się walk skład komitetu uległ wkrótce po powstaniu dekompletacji, gdyż niektórzy jego członkowie zostali odcięci od siedziby w Izbie Przemysłowo-Handlowej, a inni znaleźli się po stronie polskiej, dlatego też PKN nie odegrał w walkach we Lwowie poważniejszej roli.
Prezesem Komitetu był Tadeusz Cieński, zbliżony do Narodowej Demokracji. 